# Giovanni Ottavio Manciforte Sperelli
Giovanni Ottavio Manciforte Sperelli (Assisi, 22 febbraio 1730 – Assisi, 5 giugno 1781) è stato un cardinale italiano.

## Biografia
Nacque ad Assisi il 22 febbraio 1730, dal marchese Marcantonio Manciforte, governatore della Marca Anconitana, e Flavia Sperelli.
Papa Pio VI lo creò cardinale in pectore nel concistoro del 23 giugno 1777 e lo pubblicò nel concistoro dell'11 dicembre 1780.
Morì ad Assisi il 5 giugno 1781.

## Genealogia episcopale
La genealogia episcopale è:
- Cardinale Scipione Rebiba
- Cardinale Giulio Antonio Santori
- Cardinale Girolamo Bernerio, O.P.
- Arcivescovo Galeazzo Sanvitale
- Cardinale Ludovico Ludovisi
- Cardinale Luigi Caetani
- Cardinale Ulderico Carpegna
- Cardinale Paluzzo Paluzzi Altieri degli Albertoni
- Papa Benedetto XIII
- Papa Benedetto XIV
- Papa Clemente XIII
- Cardinale Enrico Benedetto Stuart
- Cardinale Giovanni Ottavio Manciforte Sperelli